# TERT
La telomerasa transcriptasa inversa (abreviado como TERT o hTERT en humanos) es una subunidad catalítica de la enzima telomerasa. Su ausencia (normalmente como resultado de una mutación cromosómica) está asociada con el síndrome de Cri du chat.
La telomerasa es una polimerasa ribonucleoproteica que mantiene los extremos teloméricos por adición de repeticiones del tipo 5'-TTAGGG-3'. La enzima consta de un componente proteico con actividad transcriptasa inversa, codificada por este gen, y un componente de ARN, que sirve como molde para sintetizar la repetición telomérica. La expresión de la telomerasa juega un importante papel en la senescencia celular, por lo que es normalmente reprimida en células somáticas postnatales, lo que deriva en un acortamiento progresivo de los telómeros. La desregulación de la expresión de la telomerasa en células somáticas puede derivar en procesos de oncogénesis. Estudios llevados a cabo en ratones sugieren que la telomerasa también participa en la reparación del cromosoma, puesto que la síntesis de novo de las repeticiones teloméricas pueden producirse en cortes de la doble hebra de ADN. Se han descrito variantes transcripcionales que codifican diferentes isoformas de esta enzima, aunque la longitud completa de algunas de ellas aún no ha sido caracterizada. El splicing alternativo de este locus parece ser uno de los mecanismos de regulación de la actividad de la telomerasa.

## Interacciones
La proteína TERT ha demostrado ser capaz de interactuar con:
- Ku70[5]
- YWHAQ[6]
- Nucleolina[7]
- Ku80[5]
- HSPAA1[8][9]
- MCRS1[10]
- PINX1[11]

## Relación con el cáncer
Se ha visto que la subunidad catalítica codificada por TERT tiene una gran relevancia en el cáncer, ya que está de forma usual mutada en diversos tipos de cánceres como en el de páncreas, pulmón, glioblastoma multiforme u ovario, entre otros.
La telomerasa suele estar alterada en el cáncer, ya que el acortamiento telomérico se considera un mecanismo de control de la proliferación y de preservación de la integridad cromosómica, y es conocido que en el cáncer la proliferación y la integridad cromosómica suelen estar alteradas. Se han encontrado numerosos SNPs relacionados con TERT alterados en el cáncer, como por ejemplo el Rs2736098 situado en el segundo exón de TERT, el cual suele estar mutado en el cáncer de páncreas.